# 艾哈森足球會
艾哈森足球會（英語：Al-Hazem F.C.）是一家沙特阿拉伯的職業足球會，位於拉斯。球隊成立於1957年，目前於沙特職業足球聯賽中作賽。

## 榮譽
沙特甲組足球聯賽
- 冠軍 (2): 2004–05, 2020–21

## 外部連結
- 官方网站

1. ↑  . www.kooora.com.   [2019-06-16].
2. ↑  .   [2021-07-25].